# Hipodamante
En la mitología griega Hipodamante (Ἱπποδάμας, genitivo Ἱπποδάμαντος) es el nombre de cuatro personajes distintos:
- Hipodamante, padre de Perimela. Empujó a su hija por un precipicio cuando descubrió que estaba teniendo un romance con Aqueloo.[1] Se confunde con el siguiente personaje.

- Hipodamante, hijo de Aqueloo y Perimede, hija de Eolo, y hermano de Orestes.[2] Condujo a su esposa, «que poseía una encantadora figura», y cuyo nombre no se ha conservado, a su hogar. Hijos suyos fueron un tal Antímaco, del que nada se sabe, y también Éurite, que fue la esposa de Portaón.[3]

- Hipodamante, un hijo del rey Príamo de Troya.[4] Fue asesinado por Áyax el Grande.[5][6]

- Hipodamante, otro troyano, a quién mató Aquiles.[7]